# CPU-Z
CPU-Zは、Microsoft WindowsおよびAndroidに対応したフリーウェアのシステムプロファイラ、システムモニタソフトウェアである。CPU、RAM、マザーボード、その他ハードウェア情報を表示することができる。

## 概要
CPU-Zでは、ハードウェア本体を分解することなく構成部品の詳細を確認することができる。CPUの型番、クロック周波数、キャッシュ容量、マザーボードやチップセット、GPUやメモリなどの仕様を表示できる。また、CPUのベンチマーク機能を備えており、簡易的な測定が可能である。